# Sassolita
A sassolita é um mineral da classe dos boratos, sendo a forma mineral do ácido bórico. Ela ocorre em fumarolas vulcânicas e em fontes termais, bem como em depósitos evaporitos sedimentares.
Sua forma mineral foi descrita pela primeira vez em 1800, e recebeu o nome de Sasso Pisano , Castelnuovo Val di Cecina, província de Pisa, Toscana, Itália, onde foi encontrado. O mineral pode ser encontrado em lagoas em toda a Toscana e Sasso. Normalmente colorido de branco a cinza, podendo também assumir uma cor amarela pela presença de impurezas como compostos de enxofre, ou marrom, pela presença de  óxidos de ferro .